# دونالد كاغان
دونالد كاغان (بالإنجليزية: Donald Kagan)‏ هو مؤرخ وأستاذ جامعي أمريكي، ولد في 1 مايو 1932 في كورشناي ‏ في ليتوانيا.

## وصلات خارجية
- دونالد كاغان على موقع إن إن دي بي (الإنجليزية)